# Thysanocrepis celebensis
Thysanocrepis celebensis är en fjärilsart som beskrevs av Diakonoff 1975. Thysanocrepis celebensis ingår i släktet Thysanocrepis och familjen vecklare. Inga underarter finns listade i Catalogue of Life.